# Schefflera tahanica
Schefflera tahanica là một loài thực vật có hoa trong Họ Cuồng cuồng. Loài này được Frodin miêu tả khoa học đầu tiên năm 2003 publ. 2004.